# Viva (evento)
Viva es el nombre del evento, festival y acto político anual organizado por el partido político Vox desde el año 2021. Volvió a tener 2 ediciones más en 2022 y en 2024.

## Historia
El evento fue anunciado en el verano de 2021 por dirigentes de Vox. Todas los eventos eran precedidos por Santiago Abascal.[cita requerida]

### Viva 21
El Viva21 se dio el 10 de octubre de 2021 y contó con la presencia de André Ventura, Javier Ortega Smith y Giorgia Meloni; también hubo mensajes de agradecimiento de Ted Cruz, políticos latinoamericanos como Andrés Pastrana, Keiko Fujimori, Javier Milei, Eduardo Bolsonaro, María Corina Machado, Andrés Pastrana y José Antonio Kast, además de europeos como Jarosław Kaczyński, Mateusz Morawiecki y Viktor Orbán.
La primera edición del Viva reunió a más de 30 mil personas.

### Viva 22
El evento de 2022 se dio en el Espacio Mad Cool de Valdebebas, estuvieron presentes figuras políticas como André Ventura, Javier Milei, José Antonio Kast y Jeanine Áñez y Mateusz Morawiecki dando discursos en el evento. Además que pasaron mensajes en agradecimiento de figuras como Donald Trump, Giorgia Meloni y Viktor Orbán. Seguido vino un espectáculo histórico sobre la historia de España titulado La historia que hicimos juntos, protagonizado por Pepe Ruiz y Sixto González, antes de terminar con un show musical.
Previo al evento hubo criticas de varios sectores del partido al anunciarse que cantaría en el show musical el rapero SantaFlow, quien previamente lanzó blasfemias de tipo sexual contra la Virgen. En ese mismo show, el dúo Los Meconios junto al youtuber Isaac Parejo cantaron «Fachas Héroes», una parodia musical de «Cartoon Heroes» que revolvió las redes tras ser acusada de homófoba, machista, entre otras cosas, y mencionar en su estribillo "Vamos a volver al 36", en referencia al año en que empezó la guerra civil española. La Asociación para la Recuperación de la Memoria Histórica pidió a la Fiscalía General del Estado abrir una investigación mientras que el ministro del Interior, Fernando Grande-Marlaska, pidió explicaciones al respecto.
El Viva 22 terminó por reunir a unas 40 mil personas pero, luego que las elecciones generales de España de 2023 reportaran bajos resultados a Vox, se anunció en setiembre de 2023 la postergación del Viva de ese año "ante la imposibilidad de conocer el escenario político".

### Viva 24
El viva de 2024 se dio en el Palacio de Vista Alegre y contó con la participación de los mandatarios Javier Milei, Marine Le Pen, Giorgia Meloni y Viktor Orbán (el último se presentó de forma virtual).